# 东北大学基础学院
东北大学基础学院（原黄金学院）隶属于东北大学，是东北大学的一个二级学院，同时也指该学院所在的校区。该校区建筑面积达14万平方米，主要负责全校大一新生的管理、教学工作。但软件学院、艺术学院、外国语学院、中荷生物医学与信息工程学院和信息学院的新生在本部而非基础学院校区。由于学院内建筑老旧，已经不再适合作为教学、生活场所，因此2012年起，基础学院校区新生也直接入住主校区，原基础学院校区现已取消。

## 地理位置
- 沈阳市东陵区文化东路89号，距离校本部大约6公里。
- 可乘坐224（沈阳北站 - 张官屯），250等公交车到达（注意：站名是"黄金学院"）。

## 校园建筑分布
- 宿舍
  - 一舍。
  - 二舍。
  - 三舍。
  - 四舍（女生寝室）。
  - 五舍。
  - 六舍（女生寝室）。
  - 七舍。
- 食堂
  - 中心食堂，共两层
- 教学楼
  - 主楼，课程表中以字母"Z"表示，含四个阶梯教室
  - 教学一馆，课程表中以字母"Y"表示，共6层
  - 教学二馆，课程表中以字母"E"表示
- 图书馆（现藏书32万册）
- 理化楼
- 院部
- 黄金学院招待所
- 体育馆
- 体育场

## 组织机构
学院设有学院办公室、教学办公室、学生办公室、后勤办公室、后勤服务中心等内设机构和部门；有保卫办公室、离退休办公室、图书馆、卫生所等学校派出机构和部门。